# Тринітит

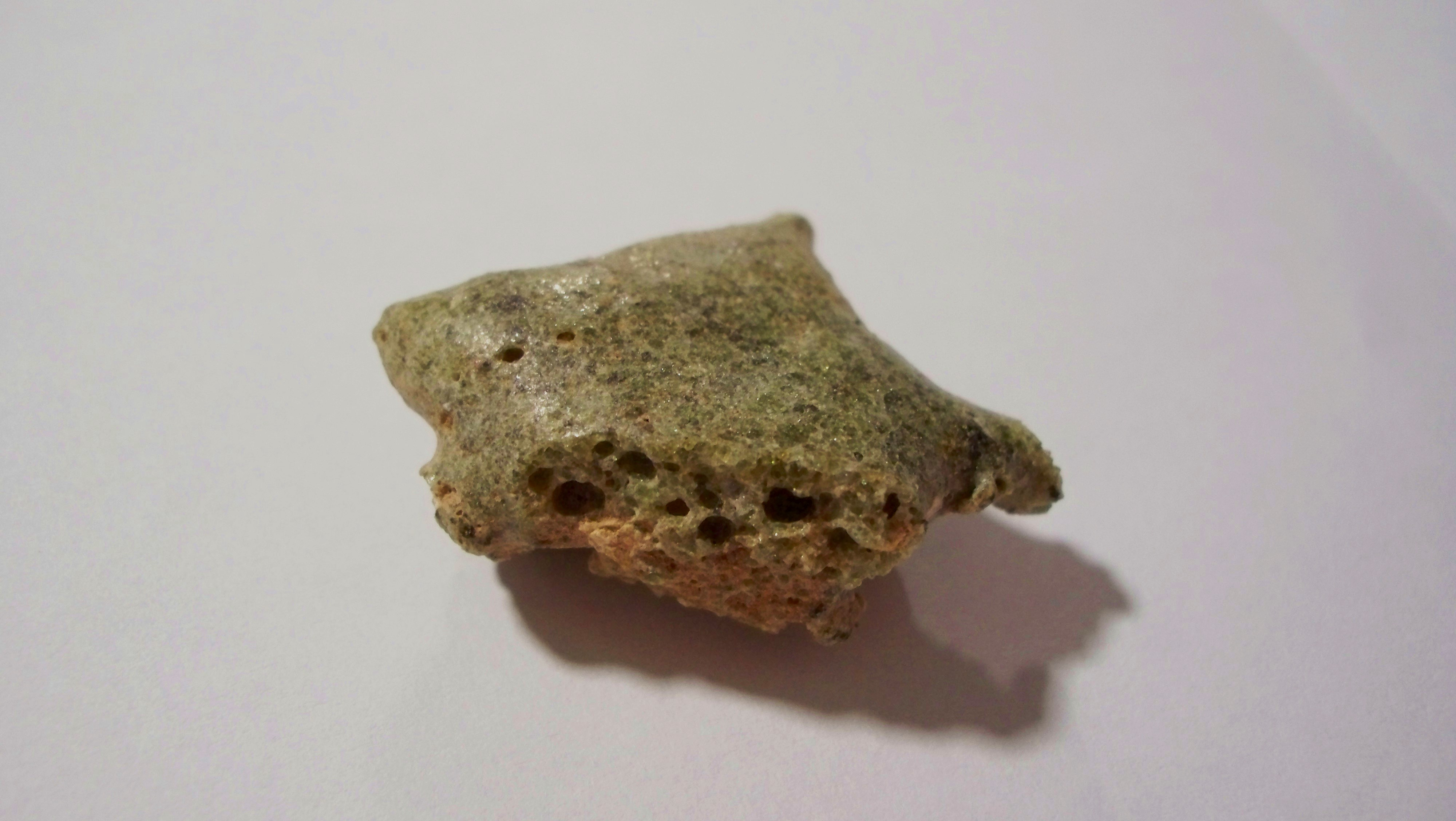
Тринітит

Тринітит, також відомий як атоміт[джерело?] або скло Аламогордо — склоподібний матеріал, що залишився в пустелі після випробування атомної бомби Трініті 16 липня 1945 біля Аламогордо, Нью-Мексико.
Вперше він був академічно описаний в American Mineralogist у 1948 році.

## Різновиди
Існує дві форми тринітитового скла з різними показниками заломлення. Скло з нижчим індексом складається переважно з діоксиду кремнію, а варіант із вищим індексом містить змішані компоненти. Червоний тринітит існує в обох варіантах і додатково містить скло, багате міддю, залізом і свинцем, а також металеві глобули. Чорний колір тринітиту є наслідком того, що він багатий на залізо.
У дослідженні, опублікованому в 2021 році, було виявлено, що зразок червоного тринітиту містить раніше невідкритий складний квазікристал, найстаріший відомий штучний квазікристал з групою симетрії у формі ікосаедра. Він складається із заліза, кремнію, міді та кальцію. Структура квазікристала демонструє п'ятикратну обертальну симетрію. Дослідження квазікристалів проводили геолог Лука Бінді з Флорентійського університету та Пол Стейнхардт, після того, як він припустив, що червоний тринітит, ймовірно, містить квазікристали, оскільки вони часто містять елементи, які рідко поєднуються. Структура має формулу Si61Cu30Ca7Fe2. Одне зерно розміром 10 мкм було виявлено після десяти місяців роботи з вивчення шести невеликих зразків червоного тринітиту.